# Мисраки, Поль
Поль Мисраки (Мизраки; фр. Paul Misraki, при рождении Поль Мизрахи; 8 января 1908, Стамбул — 29 октября 1998, XVI округ Парижа) — французский писатель и композитор, c 1931 года написавший музыку к более чем 140 кино- и телефильмам.

## Биография
Родился в Стамбуле в семье сефардских евреев. Детские годы провёл в Румынии (семья эмигрировала во Францию когда ему было девять лет). Начал заниматься музыкой в раннем детстве. В четыре года он играл на пианино, а в семь сочинил свой первый вальс. В парижском лицее Жансон-де-Сайи он познакомился с Рэем Вентурой. Вместе они решили создать оркестр Ray Ventura et ses Collegiens. Советская публика знакома с творчеством Мисраки тридцатых годов по хиту Tout va très bien, Madame la Marquise («Всё хорошо, прекрасная маркиза») в исполнении Леонида Утёсова.
Во время войны Мисраки покинул Францию и обосновался в Южной Америке. Он выступал в кабаре Бразилии и Аргентины, затем отправился в Голливуд. По окончании боевых действий Мисраки вернулся во Францию. Он сотрудничал с известными французскими эстрадными шансонье, такими как Эдит Пиаф, Жюльетт Греко, Жан Саблон, Шарль Трене и Ив Монтан.
Большим успехом пользовались фильмы с его музыкой. Мисраки сочинял музыку для Жана Ренуара, Жака Беккера, Анри-Жоржа Клузо, Орсона Уэллса, Жан-Люка Годара, Луиса Бунюэля, Франсуа Трюффо, Жан-Пьера Мельвиля и Роже Вадима. Саундтрек к фильму Годара «Альфавиль» получил высокую оценку американских критиков.
Написал биографию Тейяра де Шардена, перевел книгу Реймонда Муди «Жизнь после смерти», увлекался уфологией (в книге «Инопланетяне» отстаивал гипотезу палеоконтакта).

## Фильмография (неполная)
- 1949 — «Манон», реж. Анри-Жорж Клузо
- 1951 — «Кнок», реж. Ги Лефранк[фр.]
- 1951 — «История любви[фр.]», реж. Ги Лефранк[фр.]
- 1951 — «Атолл К[итал.]», реж. Лео Жоаннон[фр.]
- 1952 — «Дамский цирюльник[фр.]», реж. Жан Буайе
- 1955 — «Мистер Аркадин», реж. Орсон Уэллс
- 1956 — «Дамский портной[фр.]», реж. Жан Буайе
- 1956 — «Под небом Прованса[фр.]», реж. Марио Сольдати
- 1956 — «И Бог создал женщину», реж. Роже Вадим
- 1956 — «Смерть в этом саду», реж. Луис Бунюэль
- 1957 — «Когда вмешивается женщина[фр.]», реж. Ив Аллегре
- 1958 — «Монпарнас, 19», реж. Жак Беккер
- 1959 — «Кузены», реж. Клод Шаброль
- 1959 — «Двойной поворот ключа», реж. Клод Шаброль
- 1959 — «В Эль-Пао становится жарко[фр.]», реж. Луис Бунюэль
- 1960 — «Милашки», реж. Клод Шаброль
- 1961 — «Три мушкетера», реж. Бернар Бордери
- 1962 — «Стукач», реж. Жан-Пьер Мельвиль
- 1965 — «Альфавиль», реж. Жан-Люк Годар